# Ритцбергер, Марко
Ма́рко Ри́тцбергер (нем. Marco Ritzberger; 27 декабря 1986, Вадуц, Лихтенштейн) — лихтенштейнский футболист, защитник. Выступал за клуб «Вадуц» и национальную сборную Лихтенштейна.

## Биография
В сборной Ритци дебютировал 3 сентября 2004 года в Утрехте в товарищеском матче со сборной Нидерландов. Свой единственный мяч за сборную забил в ворота сборной Швейцарии в товарищеском матче 10 августа 2011 года.
Провёл восемь сезонов за «Вадуц», с которым взял семь кубков страны. Летом 2012 года «Вадуц» и Марко Ритцбергер по взаимному согласию решили расторгнуть контракт. Причиной этому стали множественные хронические травмы игрока. «Это побудило нас к подобному шагу, — пояснил футболист. — Важнее всего для меня в данный момент просто сохранить своё здоровье. Что будет дальше, покажет время».

## Достижения
- Обладатель Кубка Лихтенштейна (7): 2005, 2006, 2007, 2008, 2009, 2010, 2011.